# إي تي ذا إكسترا ترستريال (لعبة فيديو)

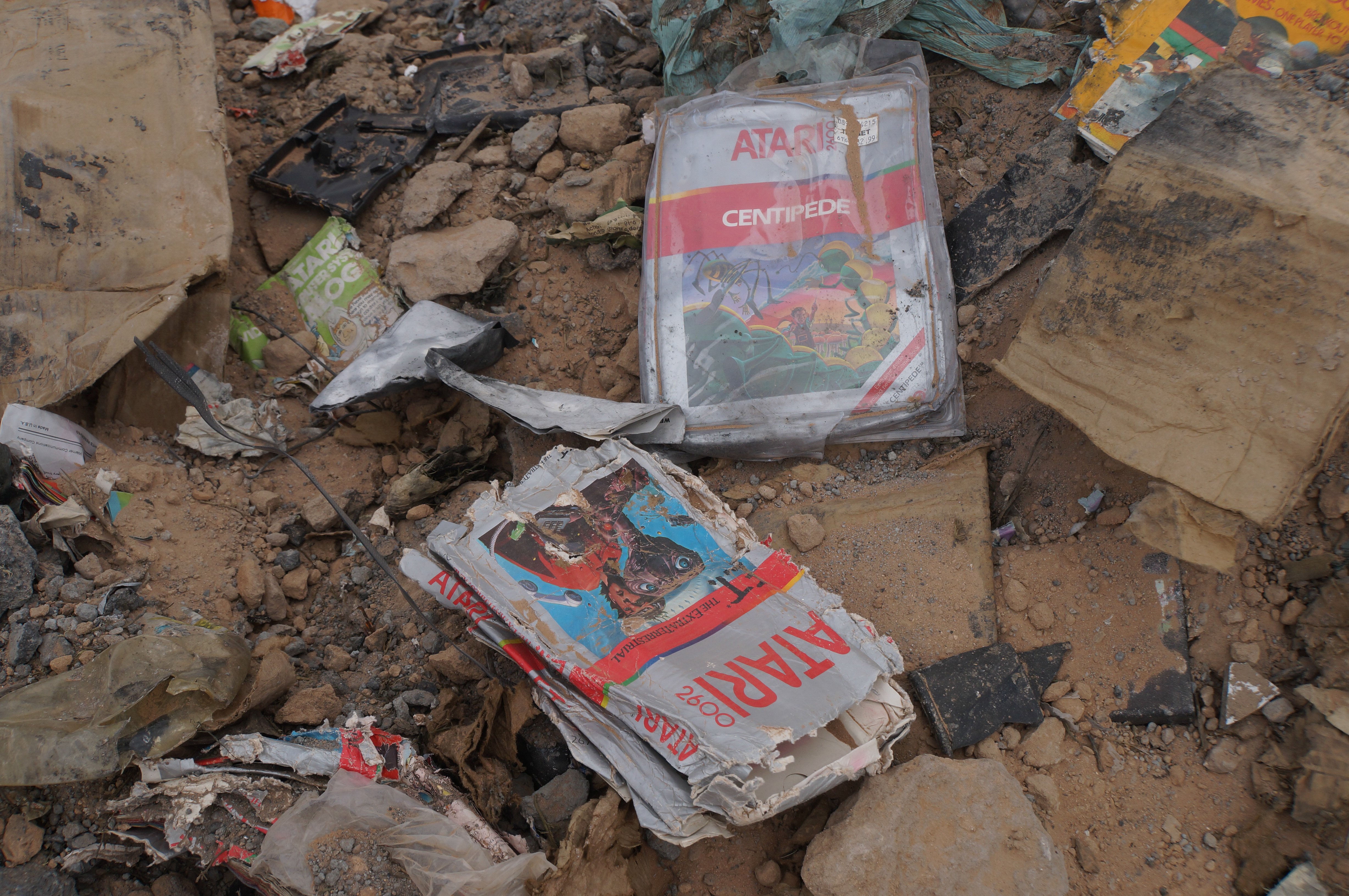
بقايا الألعاب المرمية في نيو مكسيكو بعد فشل بيع الألعاب.

إي تي ذا إكسترا ترستريال أو ببساطة إي تي (بالإنجليزية: E.T. the Extra-Terrestrial) هي لعبة فيديو مغامرات صدرت في سنة 1982، لجهاز أتاري 2600. اللعبة من تطوير ونشر آتاري. هي مستندة على الفيلم بنفس الاسم إي تي. قام بتصميمها هوارد سكوت وارشو. الهدف من اللعبة إرشاد شخصية اللاعب «إي تي» من خلال شاشات مختلفة لجمع ثلاث قطع من جهاز اتصال عبر الكواكب والذي من شأنه أن يسمح له بالاتصال بوطنه.
كان يحاول وارشو جعل اللعبة مجاراة مبتكرة للفيلم، واعتقدت أتاري أن اللعبة سوف تحقق أرقام مبيعات عالية بناء على كونها مستندة على الفيلم الذي كان يتمتع بشعبية كبيرة في جميع أنحاء العالم. المفاوضات لتأمين حقوق صنع اللعبة انتهت في أواخر يوليو 1982، مما جعل أمام وارشو خمسة أسابيع فقط لتطوير اللعبة لكي تصدر في وقت مناسب لموسم عيد الميلاد لسنة 1982. كثيرا ما اعتبرت اللعبة واحدة من أسوأ ألعاب الفيديو وواحدة من أكبر الإخفاقات التجارية في تاريخ ألعاب الفيديو. غالبا ما يشار إلى الفشل التجاري للعبة وما نتج عنه من آثار اضرت بشركة أتاري باعتباره عاملا مساهما من العوامل التي أدت إلى انهيار ألعاب الفيديو 1983.

## دفن نسخ اللعبة في صحراء ألاموغوردو
التوقعات العالية لأتاري حول اللعبة جعلت الشركة تقوم بإنتاج نسخ بأعداد هائلة متوقعة أن يتم بيع معضمها، لكن بسبب فشل اللعبة تجاريا تم إرجاع ملايين من نسخ اللعبة. اضطرت أتاري إلى دفن هذه النسخ في صحراء ألاموغوردو للتخلص منها.